# Palacio de Justicia del Municipio del Bronx
El Palacio de Justicia del Municipio del Bronx (en inglés Bronx Borough Courthouse), comúnmente conocido como el Viejo Palacio de Justicia del Municipio del Bronx, es un edificio en el barrio Melrose del Bronx, Nueva York (Estados Unidos). El edificio se construyó entre 1905 y 1914 cerca de Boston Road, la Tercera Avenida, la Avenida St. Anns y la calle 161. La estación de la calle 161 de la Línea de la Tercera Avenida del metro de la ciudad de Nueva York estaba frente al palacio de justicia. Durante dos décadas albergó los Tribunales Supremo, Sustituto y del Condado del municipio hasta que se construyó el Palacio de Justicia del Condado del Bronx más grande en 1934. La Sucursal del Bronx del Tribunal Penal de la Ciudad de Nueva York permaneció aquí hasta 1977, cuando la ciudad selló formalmente sus puertas. Está inscrito en el Registro Nacional de Lugares Históricos y es un Monumento Histórico de la Ciudad de Nueva York.

## Arquitectura
Construido en estilo Beaux-Arts, este inmueble de cuatro pisos mira al sur hacia Manhattan. Fue erigida con granito de piedra y adornado internamente con escaleras, candelabros, relieves y vitrales. En su fachada predomina la entrada monumental, con dos pilares flanqueando una escultura de Lady Justice (la diosa griega Themis o Dike), elaborada por Jules Edouard Roiné. El diseño del edificio se ha atribuido a dos arquitectos, Michael John Garvin y Oscar Florianus Bluemner.

## Historia

### Contexto y construcción
Durante varios años, desde la anexión del West Bronx en 1874, varios defensores del Bronx, incluidos Louis F. Haffen y The Association of the Bar, en el distrito del Bronx, en la ciudad de Nueva York, se han esforzado constantemente por lograr la colocación de un juzgado adecuado en el municipio. Para el cambio de siglo, sus esfuerzos fueron premiados cuando la ciudad asignó fondos para un nuevo edificio que representaría el área y la creciente población que había aumentado de 40 000 en 1874 a más de 200 000 en 1900.
En 1903, el primer presidente del municipio, Louis F. Haffen, otorgó el contrato para el diseño de un juzgado por un valor de 40 000 dólares al entonces Comisionado de Construcción, el primero del municipio, Michael J. Garvin, un graduado del Manhattan College y un arquitecto experimentado que creó el Haffen Bulding (1901-1902). Garvin pronto dejó su puesto en el cargo para concentrarse en el diseño y la construcción del palacio de justicia, que sería de gran importancia. A pesar de los primeros esfuerzos, sus conceptos iniciales fueron rechazados por la Comisión de Arte de Nueva York, que los denotó como inferiores al objetivo que se intentaba para el sitio. Con la tarea aún pendiente, Garvin buscó a varios arquitectos consultores en la ciudad para que lo ayudaran con la planificación. Durante el curso, se reunió con el arquitecto subempleado, Oscar Florianus Bluemner, un inmigrante alemán que había sido un estudiante premiado en la Real Academia de Diseño de Berlín. Presentó una oportunidad fortuita para que ambos hombres colaboraran. Aunque la historia no es del todo concreta, se cree que Garvin se ofreció a compartir los honorarios y el crédito por sus esfuerzos combinados a cambio de un edificio aceptable. Garvin finalmente presentó un diseño que fue bien recibido por la Comisión de Arte.
Indignado por la noticia, Bluemner escandalizó a Garvin y afirmó que los dos habían llegado a un acuerdo que Garvin no cumplió. Bluemner demandó y (polémicamente) ganó. Su testimonio condujo a una serie de investigaciones. Dado que el presidente del condado Haffen, considerado un destacado y noble representante en el cargo, fue el delegado a cargo que confió a Garvin el plan, renunció para extinguir cualquier intento de manchar la visión del ingenio y el desarrollo floreciente en el barrio próspero. Bluemner, recibió una cuarta parte de la cantidad que afirmaba que se le debía. Se concluyó que Garvin tenía el crédito mayoritario por el edificio. Decepcionado y empañado por la controversia, Bluemner dejó la profesión y se dedicó a la pintura. Garvin permaneció como arquitecto supervisor durante el comienzo y la finalización del proyecto desde 1905 hasta 1914. La población aumentó a más de 500.000 y el costo total de construcción del edificio ascendió a 2 millones de dólares. El Palacio de Justicia del Municipio del Bronx pronto abrió sus puertas al sistema judicial y fue el centro de ordenanzas durante los siguientes veinte años.

### Reubicación y cierre de tribunales
Para 1930, la población del Bronx se disparó a 1,25 millones, con más de un millón de residentes agregados desde 1900. Debido a la expansión imprevista, la ciudad invirtió $8,000,000 en la construcción de un nuevo juzgado del condado de Bronx que se completó en 1934. La mayoría de los departamentos se mudaron a las espaciosas instalaciones, dejando solo un tribunal de policía en el sitio de la Tercera Avenida hasta 1977, cuando la ciudad cerró oficialmente el edificio. Para 1973 se eliminó la Tercera Avenida elevada, y con ella el único acceso directo de tránsito rápido al lugar. El edificio se utilizó durante 58 años. Durante el declive del distrito en la década de 1970, los vándalos destruyeron partes del interior de la propiedad desmantelando la estructura metálica y rompiendo elementos irremplazables. Pronto, la intervención de la ciudad selló todas las puertas y ventanas con bloques de hormigón, dejando la instalación inactiva y rodeada de grafitis durante un par de décadas.
Cuestionando la necesidad financiera de mantener el Old Bronx Borough Courthouse como un activo, diferentes funcionarios de la ciudad sugirieron demoler el edificio. Muchos historiadores, líderes comunitarios y conservacionistas intentaron mantener vivo el edificio, para no repetir la parodia del Bronx Borough Hall ; obtuvo el estatus de Landmark en 1981, protegiéndolo para futuras posibilidades. Sin embargo, después de treinta años, el edificio se encuentra actualmente en la lista más amenazada de Landmarks Conservancy debido a la falta de reparaciones serias y uso adecuado.

### Venta y remodelación
Tras su cierre, surgieron innumerables propuestas para reutilizar el espacio con fines cívicos o públicos. Sin embargo, la estructura señalada resultó ser demasiado costosa y compleja y no pudo ser financiada por muchos grupos comunitarios interesados del Bronx. En 1996 se vendió por $ 130,000 en una subasta de 1 Police Plaza a Gus Kitkas, propietario de Five Borough Electrical Supply Corporation en Astoria. En 1998 se subastó nuevamente y se vendió por $ 300,000 a Henry Weinstein, un desarrollador privado de Brooklyn y de toda la ciudad, para su desarrollo, En 2011, Weinstein y sus socios buscaron rehabilitar Grey Lady. Se realizó una limpieza exterior muy necesaria. Se elaboró y aprobó un conjunto completo de planos para una mejora interior, para incluir usos como oficinas, consultorios médicos o instalaciones comunitarias.
Más allá de 2005, ha surgido un resurgimiento del interés crítico por las pinturas de Oscar Bluemner, siendo honrado en una exhibición en el Museo Whitney de Arte Americano ese año y habiendo atraído una amplia atención. Sin embargo, los registros oficiales de Landmark continúan reconociendo a Garvin como el único diseñador del juzgado. Hay varios puntos de vista contemporáneos sobre quién diseñó realmente el edificio, aunque Garvin finalmente completó toda la construcción.
En mayo y junio de 2015 se llevó a cabo una exposición de arte en el antiguo palacio de justicia. A mediados de 2016, el antiguo palacio de justicia se consideró como ubicación para el Museo Universal del Hip Hop, aunque luego se eliminó. Al año siguiente, se anunció que el palacio de justicia se utilizaría como ubicación para la Escuela secundaria de artes liberales Success Academy de 1200 asientos, parte del sistema de escuelas autónomas Success Academy.

## Galería

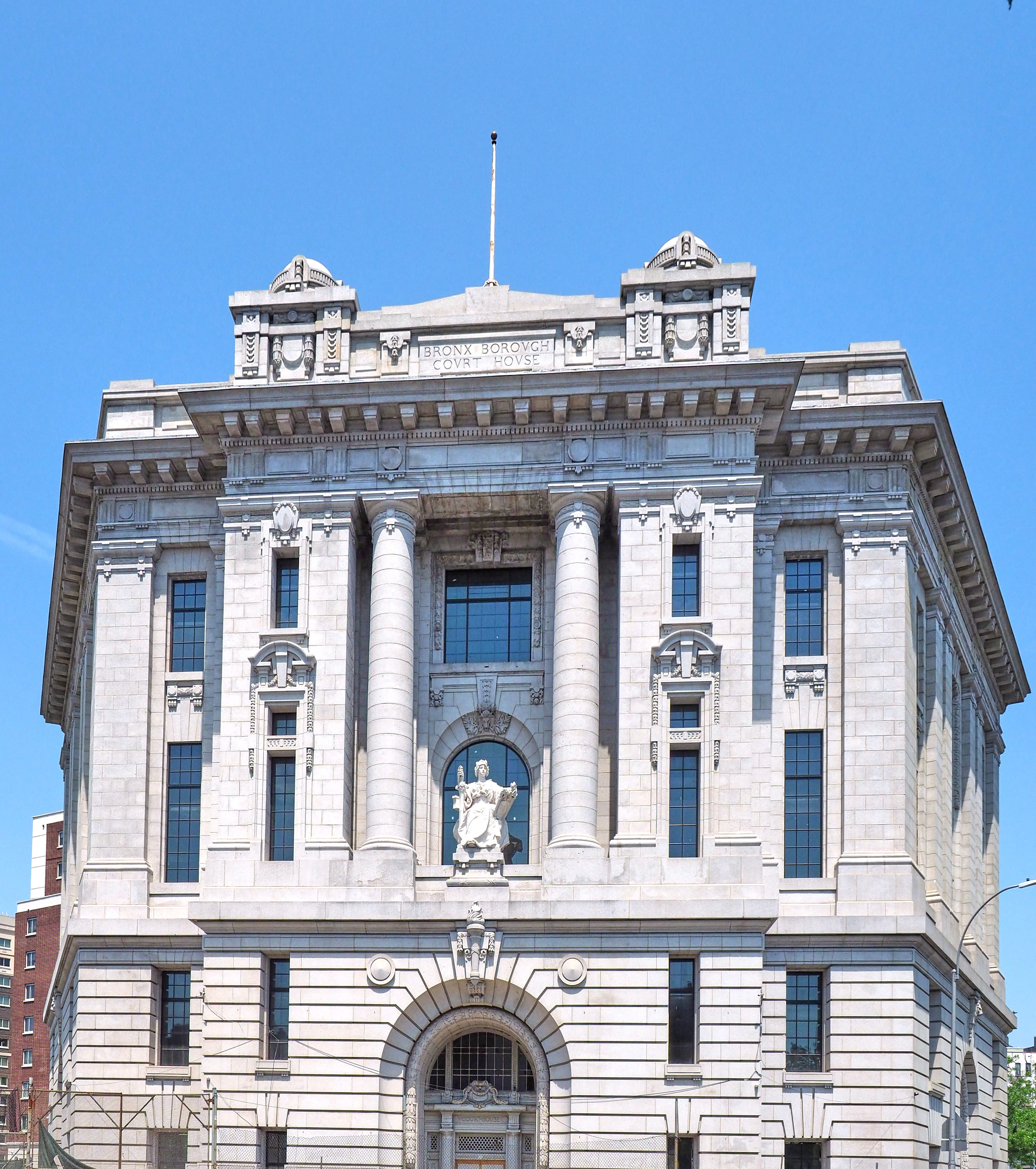
Fachada, 2021
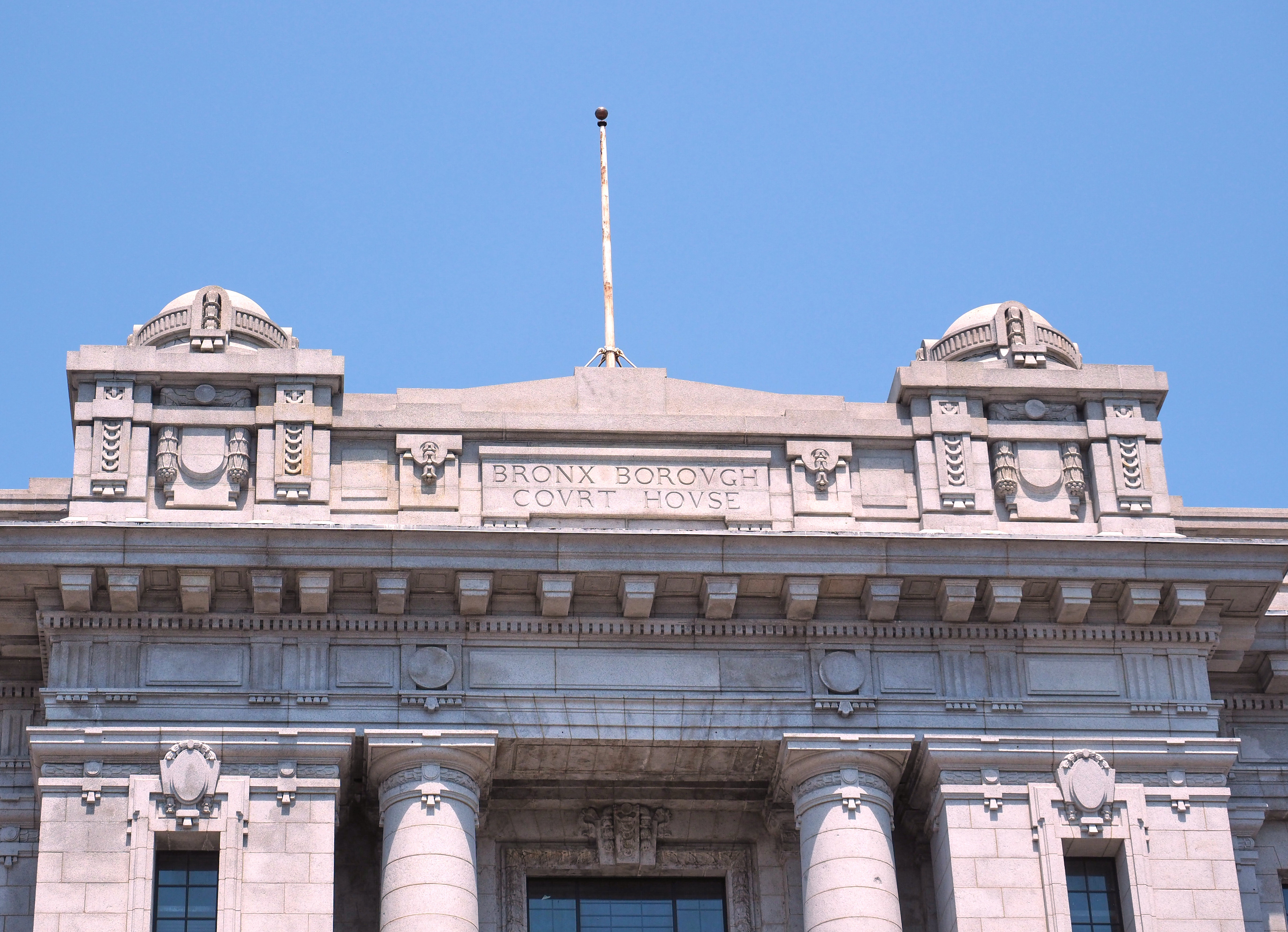
Detalle de la cornisa
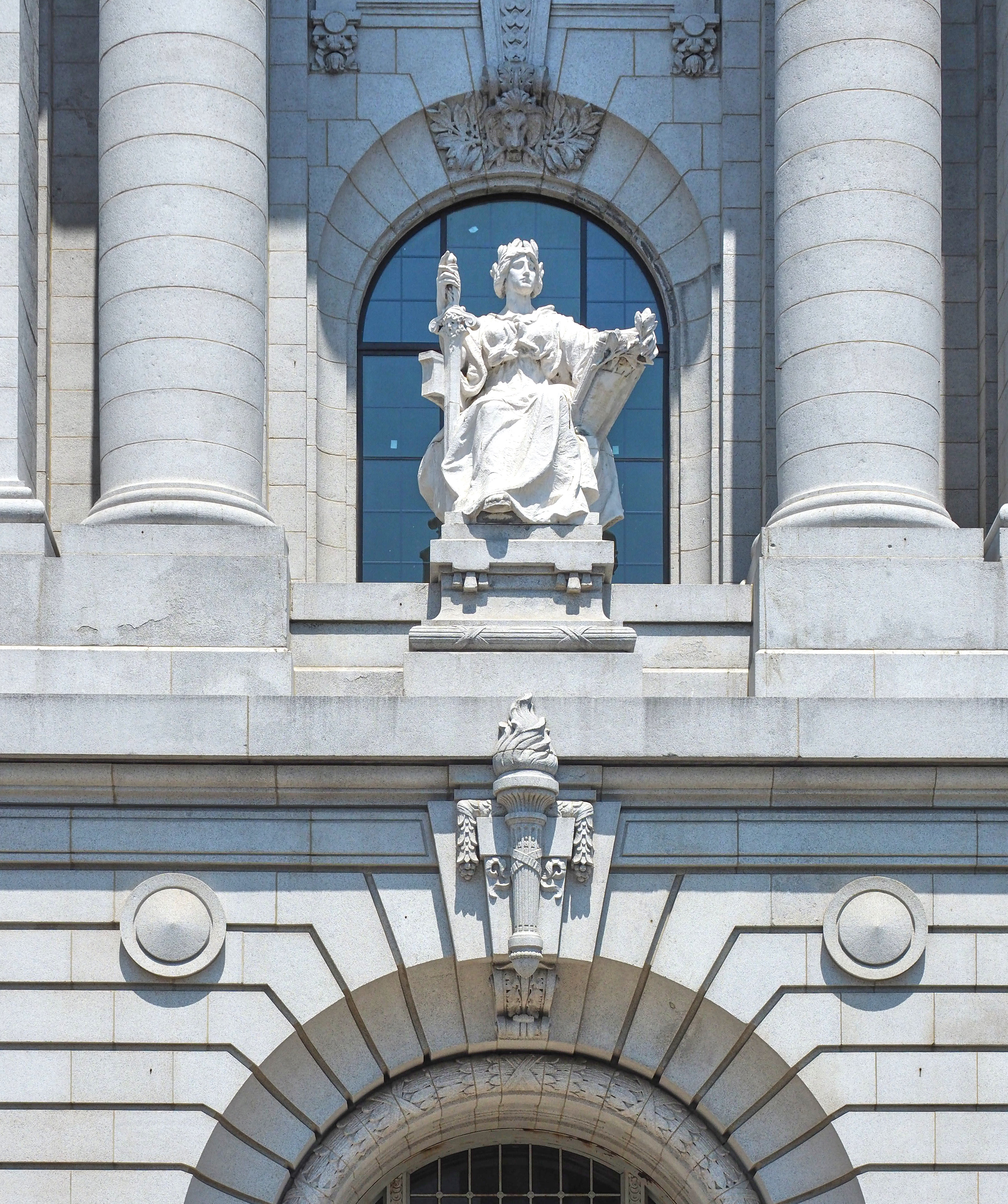
Detalle de la entrada
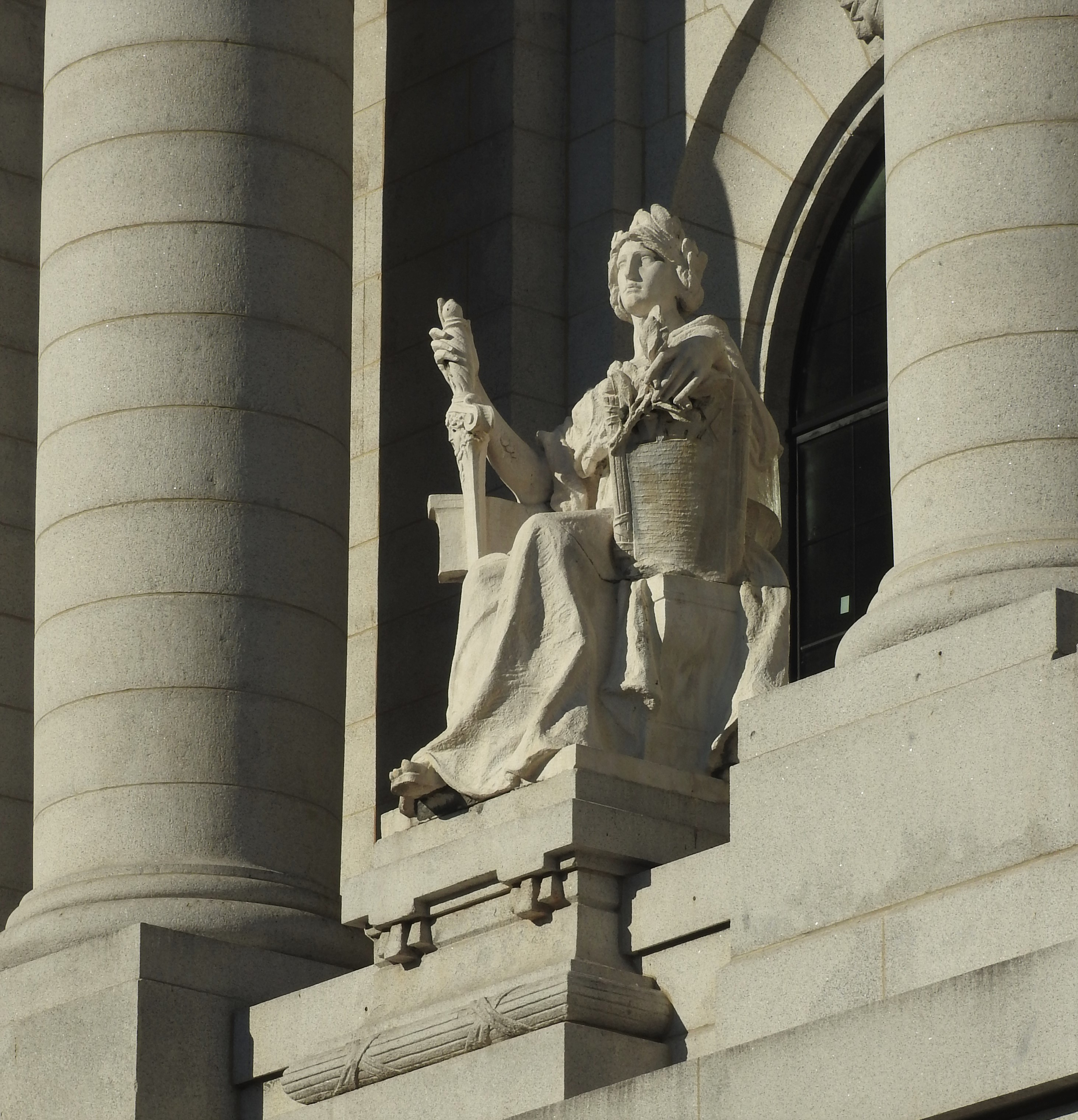
Estatua